# تحریم بین‌المللی
تحریم بین‌المللی (انگلیسی: International sanctions) به اعمالی گفته می‌شود که از سوی یک کشور علیه کشور دیگر، به تنهایی یا به کمک کشورهای دیگر و برای مجازات این کشورها، بااهداف محروم ساختن آنها از انجام برخی مبادلات یا وادار ساختن آنها به پذیرش هنجارهایی معین و مهم (از دید مجریان تحریم) اجرا می‌شود. تحریم بین‌المللی دارای گونه‌های مختلفی است، و از آن جمله:
- تحریم دیپلماتیک: کاهش یا قطع روابط دیپلماتیک، مانند بستن سفارت‌ها
- تحریم اقتصادی: کاهش یا قطع امکان تجارت، معمولاً در مورد جنگ‌افزارها، یا با استثنا کردن موارد پزشکی و خوراکی. باید بین تحریم اقتصادی و تحریم بازرگانی، که صرفاً برای اهداف اقتصادی و نه اهداف سیاسی صورت می‌گیرند، تفاوت گذاشت.
- تحریم نظامی: دخالت نظامی
- تحریم ورزشی: عدم شرکت در مسابقات ورزشی به میزبانی یک کشور یا جلوگیری از شرکت نمایندگان آن کشور در یک مسابقه ورزشی
- تحریم زیست‌محیطی: تحریم‌هایی به هدف افزایش مشارکت کشورها در محافظت از محیط زیست.

## دلایل تحریم بین‌المللی
فرمول‌بندی تحریم‌ها به ۳ دسته کلی تقسیم می‌گردد. این دسته‌ها از نظر شرایط سیاسی که ناشی از ماهیت جهانی قانون است با هم فرق می‌کنند.
دسته اول تحریم‌هایی هستند که هدفشان مجبور کردن به همکاری با حقوق بین‌الملل است.
نمونه‌ای از این نوع تحریم را در ۶ آگوست ۱۹۹۰ علیه عراق شاهد بودیم. عراق تحریم با نام Resolution No. 661 پس از اینکه عراق حمله به کویت را آغاز کرد، اعمال شد.
دسته دوم تحریم‌هایی هستند که در یک مرزبندی جغرافیایی قصد دارند تهدیدها را به صلح تبدیل کنند. بحث گسترش هسته‌ای ایران در سال ۲۰۱۰ یک نمونه معاصر از این نوع تحریم‌هاست.
دسته سوم شامل تحریم‌هایی است که شورای امنیت سازمان ملل علیه یکی از کشورهای عضو/غیر عضو خود اعمال می‌کند.

## تحریم بین‌المللی در قانون بین‌الملل
هدف‌قرارگرفتگان تحریم ممکن است ادعا کنند تحریم‌هایی که توسط یک کشور خاص یا یک سازمان بین‌المللی مثل سازمان ملل صورت گرفته است «غیرقانونی» یا «مجرمانه» است، در مورد تحریم‌های اقتصادی ادعا می‌شود حق توسعه نادیده گرفته شده و در مورد تحریم‌های نظامی ادعا می‌شود حق دفاع مشروع نادیده گرفته شده است.
در گزارشی از سازمان توسعه جهانی (IPO) در سال ۱۹۹۶ تحریم‌ها مورد نقد قرار گرفته و آن را یک شکل مجازات جمعی «غیرقانونی علیه اعضای ضعیف و فقیر جامعه، نوزادان، کودکان، بیماران و سالخوردگان» توصیف کرده است.